# Summer 2016
Singles de L.E.J
Game Of Bells
(2016) La Nuit
(2018)
Summer 2016 est une chanson du groupe L.E.J sortie le 4 août 2016 et composée uniquement de reprises de tubes de l'été 2016. Les membres du groupe reprennent vingt-huit extraits de chansons telles que Love Yourself de Justin Bieber ou encore Formation de Beyoncé.

## Charts
| Classement (2016)               | Meilleure position |
| ------------------------------- | ------------------ |
| Belgique (Wallonie Ultratip 50) | 39                 |
| France (SNEP)                   | 5                  |

## Chansons reprises dans l'ordre d'apparition
La version complète comporte toutes les chansons suivantes, contrairement à la version clip où les titres suivis d'une astérisque (*) sont absents :
- Gold, de Kiiara ;
- Hotline Bling, de Drake ;
- Hello, d'Adele ;
- Panda, de Desiigner ;
- Hymn For The Weekend, de Coldplay feat. Beyoncé ;
- River, d'Ibeyi ;
- Work, de Rihanna feat. Drake ;
- BonBon, d'Era Istrefi ;
- Cheap Thrills, de Sia feat. Sean Paul ;
- Light It Up, de Major Lazer feat. Nyla & Fuse ODG ;
- Stressed Out, de Twenty One Pilots ;
- Hundred Miles, de Yall feat. Gabriela Richardson ;
- Love Yourself, de Justin Bieber ;
- Nique les clones (Pt II), de Nekfeu ;
- Makeba, de Jain ;
- Sapés comme jamais, de Maître Gims feat. Niska ;
- Can't Stop The Feeling, de Justin Timberlake ;
- Can't Feel My face, de The Weeknd ;
- Afro Trap, Part. 3 (Champions League), de MHD ;
- One Dance, de Drake feat. Wizkid et Kyla ;
- Tookie Knows II, de Schoolboy Q ;
- La Dalle, de L.E.J ;
- Bonjour, de Vald (*) ;
- Selfie, de Vald (*) ;
- Ain't Your Mama, de Jennifer Lopez (*) ;
- Abatina, de Calypso Rose (*) ;
- Validée, de Booba (*) ;
- Formation, de Beyoncé.